# Чемпионат мира по стрельбе из лука 1938
Чемпионат мира по стрельбе из лука 1938 года — 8-й чемпионат мира по этому виду спорта. Соревнование было проведено в Лондоне (Великобритания) в августе 1938 года и было организовано Всемирной федерацией стрельбы из лука (FITA).

## Призёры

### Классический лук
| Дисциплина                     | Золото                             | Серебро        | Бронза                    |
| Мужчины. Индивидуальный турнир | Франтишек Хадас                    | Феликс Маевски | С. Смит                   |
| Женщины. Индивидуальный турнир | Нора Уэстон-Мэртир Луиза Неттлетон | -              | Янина Курковская-Спыхаева |
| Мужчины. Командный турнир      | Чехословакия                       | Польша         | Франция                   |
| Женщины. Командный турнир      | Польша                             | Великобритания | Швеция                    |

## Медальный зачёт
| Место | Страна         | Золото | Серебро | Бронза | Всего |
| ----- | -------------- | ------ | ------- | ------ | ----- |
| 1     | Великобритания | 2      | 1       | 1      | 4     |
| 2     | Чехословакия   | 2      | -       | -      | 2     |
| 3     | Польша         | 1      | 2       | 1      | 4     |
| 4     | Франция        | -      | -       | 1      | 1     |
| 4     | Швеция         | -      | -       | 1      | 1     |